# Leichtenweiler
Leichtenweiler ist eine totale Ortswüstung bei Reichertshausen, einem Ortsteil der Stadt Neudenau im Landkreis Heilbronn im nördlichen Baden-Württemberg. Der Ort, dessen exakte Lage nicht bekannt ist, ging bereits im 14. oder frühen 15. Jahrhundert ein.

## Lage
Leichtenweiler lag etwa einen Kilometer nordwestlich von Reichertshausen, vermutlich zwischen Mehlgrund und Leichtenweiler Teich.

## Geschichte
Leichtenweiler wurde urkundlich erstmals 1328 erwähnt, als Albrecht von Hohenlohe bezeugte, die drei Weiler Richertshußen (Reichertshausen), Verherbrunnen (Veherbronn) und Luhtenwyler (Leichtenweiler) von seiner verstorbenen ersten Frau erhalten zu haben. 1337 übereignete Albrecht die drei Weiler mit allen Einwohnern, Gütern und Rechten dem Hochstift Würzburg, dem sein Sohn als Kanoniker beigetreten war. Diese beiden Urkunden sind die einzigen sicheren Nachrichten über die Existenz der Orte Leichtenweiler und Veherbronn, während Reichertshausen bis heute besteht. Die nächste urkundliche Erwähnung 1473 besagt bereits, dass die Äcker der beiden Orte seit mindestens einer Generation von Reichertshausen aus bewirtschaftet wurden. Man nimmt an, dass Leichtenweiler vor Veherbronn aufgegeben wurde, da die Leichtenweiler Flur zunächst zwischen Reichertshausen und Veherbronn aufgeteilt wurde, bevor auch Veherbronn wüst fiel und die gesamte Flur zu Reichertshausen kam. Im Laufe der Zeit fielen nicht nur die Orte, sondern auch die Fluren wüst. Während es 1473 noch 55 Morgen Acker gab, die zu Leichtenweiler zählten, wurden 1542 nur noch dreieinhalb Morgen bewirtschaftet. Erst nach dem Dreißigjährigen Krieg wurden die Ackerflächen wieder teilweise gerodet.
Die Gründe für die Aufgabe von Leichtenweiler liegen sowohl in der im 14. Jahrhundert mehrfach auftretenden Pest und der Siedlungskonzentration zugunsten des befestigten Ortes Siglingen als auch möglicherweise im frühen Versiegen der alten Quellen im Sülztal.